# تخنیون

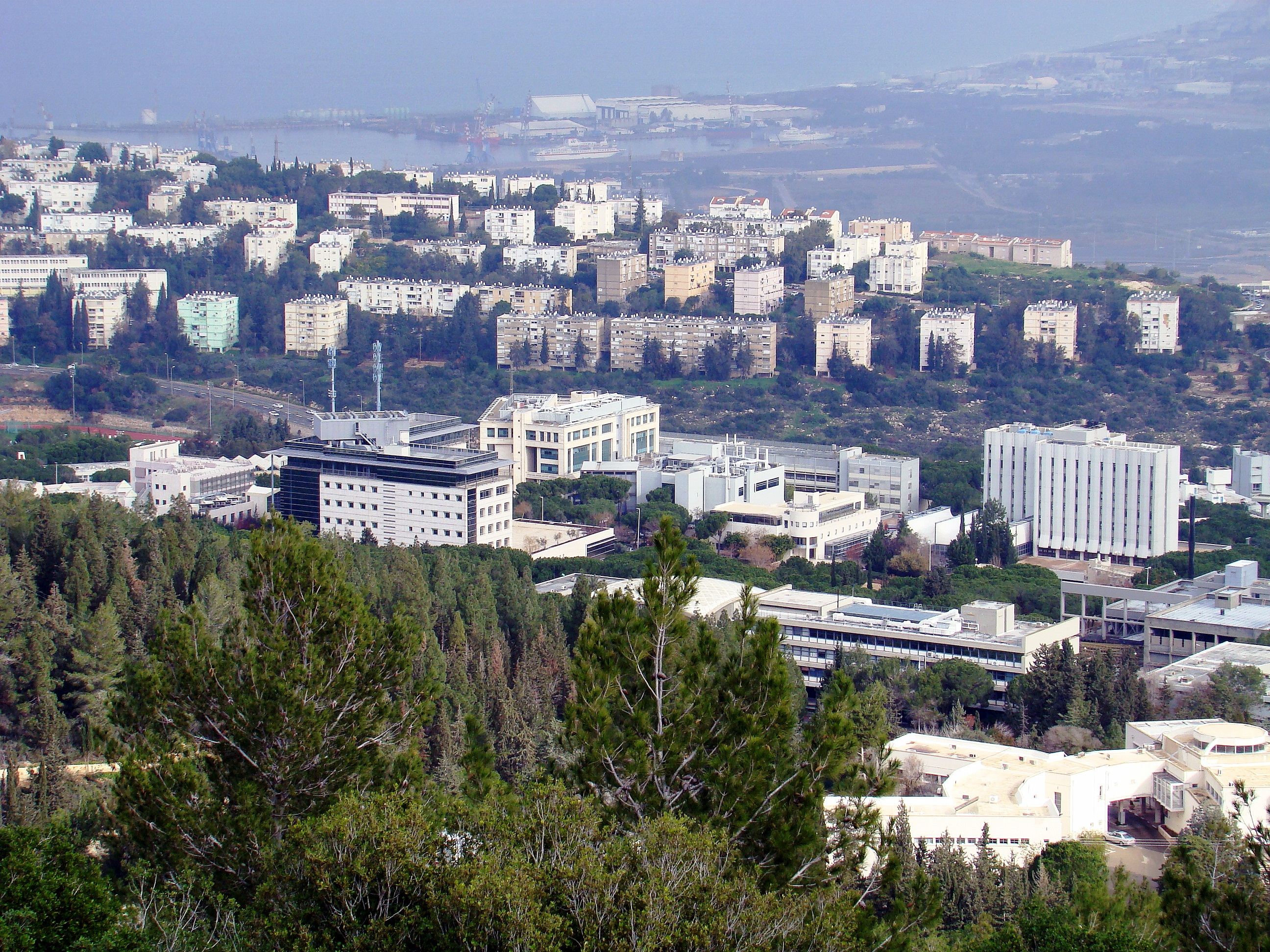
پردیس مؤسسه فناوری اسرائیل

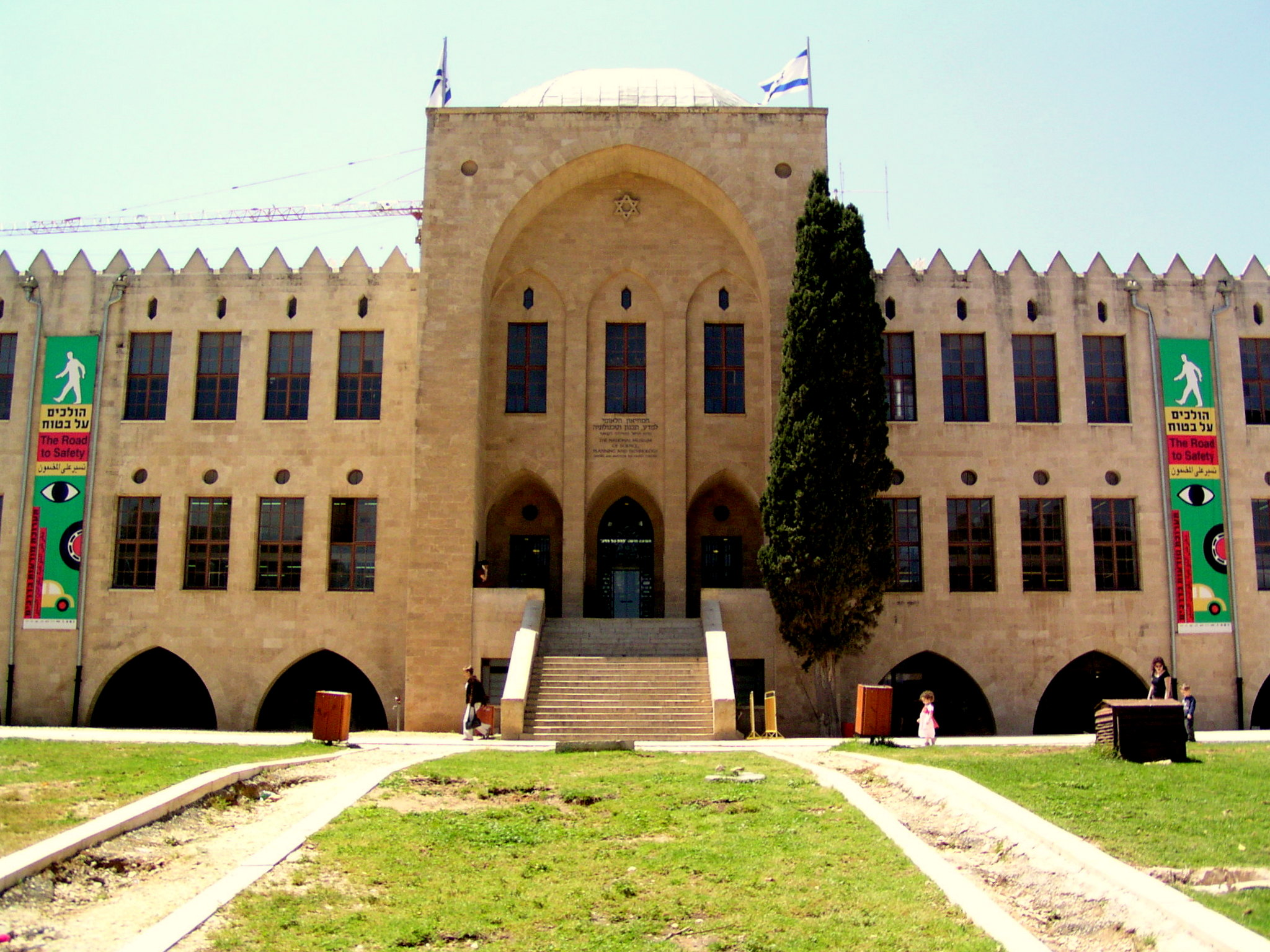
اولین ساختمان تاریخی دانشگاه تخنیون که اکنون به موزهٔ ملی علوم، تکنولوژی و فضا تبدیل شده‌است.

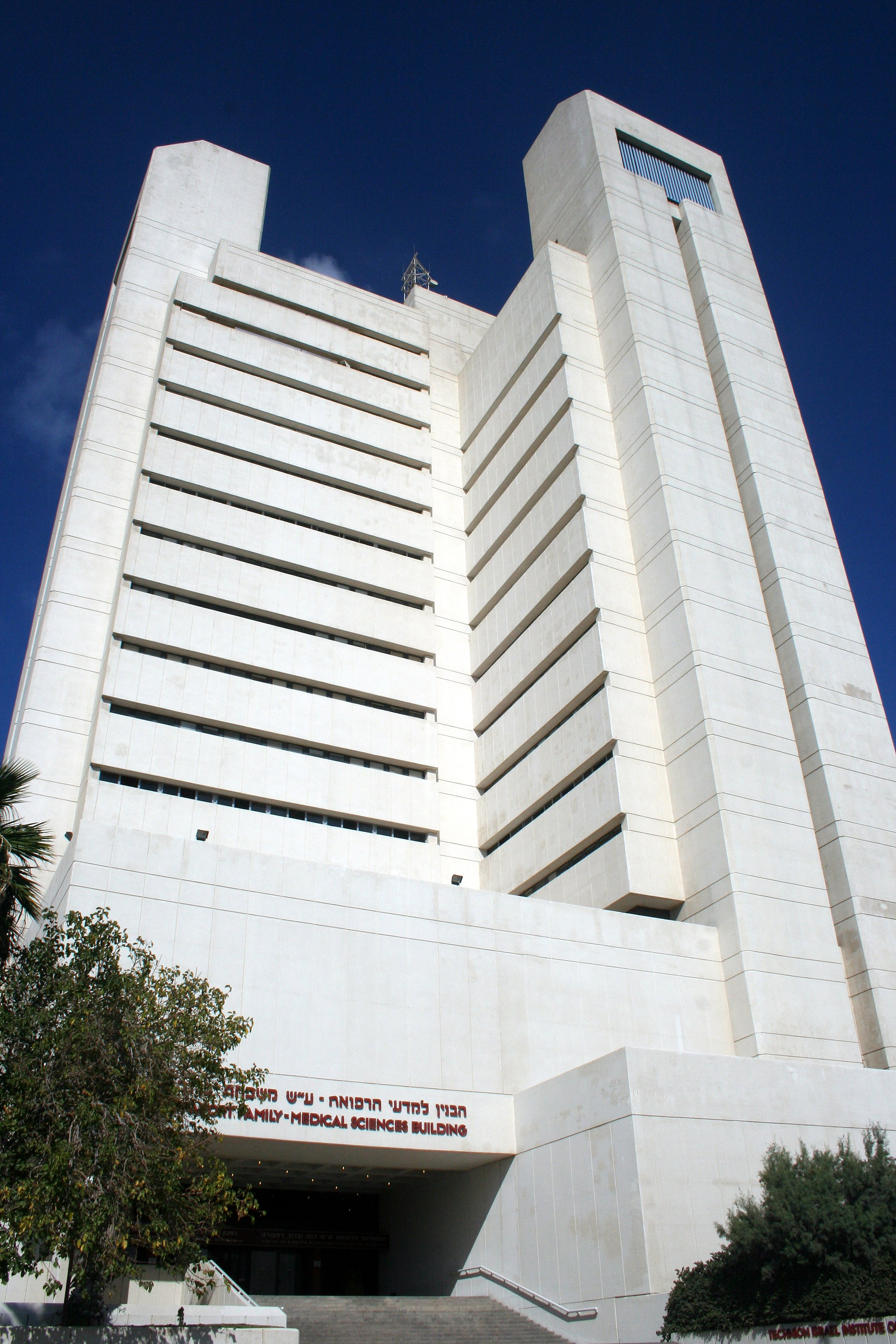
نمایی از یکی از ساختمان‌های دانشکدهٔ علوم زیست‌پزشکی و پزشکی دانشگاه تخنیون

تخنیون - مؤسسه فناوری اسرائیل (به عبری: הטכניון – מכון טכנולוגי לישראל) یک دانشگاه تحقیقاتی دولتی در شهر ساحلی حیفا اسرائیل است که در سال ۱۹۱۲ میلادی، در دوره امپراطوری عثمانی و ۳۵ سال پیش از تأسیس کشور اسرائیل توسط یهودیان ایجادشده که قدیمی‌ترین دانشگاه این کشور و در زمره برترین آنان می‌باشد. عبری زبان اصلی تدریس در این دانشگاه است. سه تن از برندگان جایزه نوبل شیمی عضو هیئت علمی این دانشگاه هستند.
دانشگاه مقاطع تحصیلی در رشته‌های علوم و مهندسی، و زمینه‌های مرتبط مانند معماری، پزشکی، مدیریت صنعتی، و آموزش ارائه می‌دهد. این دانشگاه دارای ۱۹ دپارتمان آموزشی، ۶۰ مرکز تحقیقاتی، و ۱۲ بیمارستان تحت نظارت آموزشی است. از زمان تأسیس، بیش از ۱۲۳,۰۰۰ مدرک تحصیلی اهدا شده و فارغ‌التحصیلان آن به دلیل ارائه مهارت‌ها و آموزش لازم برای ایجاد و حفظ دولت اسرائیل به ذکر اهمیت می‌باشند.
دانشگاه تخنیون دارای ۵۶۵ عضو هیأت علمی است که شامل سه برنده جایزه نوبل در زمینه شیمی می‌باشد. چهار برنده جایزه نوبل به این دانشگاه مرتبط هستند.

## تاریخچه
در نخستین سال تحصیلی، تنها ۱۶ دانشجو در تخنیون آغاز به تحصیل کردند، اما این دانشگاه فنی به‌دنبال پذیرفتن شمار زیادی از دانشجویان و استادان یهودی مهاجر از کشورهای اروپای شرقی، به سرعت گسترش یافت.
دانشکده فنی تخنیون به وسیلهٔ صندوق اعتباری یهودی آلمانی به نام "عزرا" در اوایل دههٔ ۱۹۰۰ به عنوان یک مدرسهٔ مهندسی و علوم پایه پایه‌گذاری شد. این موسسه تنها مؤسسهٔ آموزش عالی در فلسطین عثمانی آن زمان بود، به جز آکادمی هنر و طراحی بتصلل در اورشلیم (که در سال ۱۹۰۷ تأسیس شد). در ماه اکتبر ۱۹۱۳، هیأت مدیره زبان آلمانی را به عنوان زبان تدریس انتخاب کرد که منجر به یک جدال بزرگ به نام "جنگ زبان‌ها" شد. پس از مخالفت یهودیان آمریکایی و روسی با استفاده از زبان آلمانی، هیأت مدیره در فوریه ۱۹۱۴ تصمیم خود را عوض کرد و زبان عبری را به عنوان زبان تدریس انتخاب کرد. نام آلمانی "تشنیکوم" همچنین به نام عبری "تخنیون" تغییر یافت.
سنگ بنای دانشگاه تخنیون در سال ۱۹۱۲ گذاشته شد و درس‌ها دوازده سال بعد، یعنی در سال ۱۹۲۴ آغاز شدند. در سال ۱۹۲۳، آلبرت اینشتین به دیدار دانشگاه آمده و اولین درخت نخل معروف را کاشت که به عنوان یک مبادرت از سوی جایزه نوبل شناخته می‌شود. این درخت نخل اول هنوز هم در جلوی ساختمان قدیمی دانشگاه تکنیون که اکنون موزه مداتک است، در محلهٔ حضر قرار دارد. اینشتین انجمن اولین تخنیون را بنیان گذاری کرد و پس از بازگشت به آلمان به عنوان رئیس آن خدمت کرد.
در سالهای پیش از تأسیس کشور اسرائیل ، تخنیون یک کانون فعال علمی برای سازمان زیر زمینی- نظامی هگانا (הגנה) بود که علیه حکومت قیم بریتانیا مبارزه می‌کرد. دانشگاه فنی تخنیون برای تأمین نیازهای نظامی سازمان ملی هگانا و تهیه وسائلی که برای ادامه مبارزه ضروری بود، راه حل‌های علمی ارائه می‌داد.
سرپرستان دانشگاه تخنیون، از همان سال‌های نخستین تأسیس آن، به اجرای یک سلسله پروژه‌های بلند پروازانه پرداختند، که از آن‌جمله می‌توان به تأسیس دانشکده مهندسی علوم هوانوردی در سال ۱۹۴۹ میلادی اشاره کرد که بعدها پایه و اساس تأسیس صنایع هواپیماسازی اسرائیل و برپایی نیروی هوایی ارتش اسرائیل شد.

## مکانهای دانشکاه

#### حیفا
شهرک دانشگاه تخنیون به طور کلی به مکانی اشاره دارد که به وسعت ۱.۲ کیلومتر مربع در سواحل شمال شرقی کوه کارمل واقع شده و تحت پوشش درختان کاج قرار دارد. این مجموعه شامل بیش از ۳۰۰ ساختمان مختلف می‌باشد.
دانشگاه تخنیون دارای دو مکان دیگر نیز است. ساختمان اصلی آن در مرکز شهر حیفا، که تا اواسط دههٔ ۱۹۸۰ مورد استفادهٔ دانشگاه قرار داشت، اکنون میزبان موزهٔ ملی اسرائیل علوم، فناوری و فضا است. دانشکدهٔ پزشکی راپاپورت در محلهٔ بات گالیم واقع شده است که مجاور بیمارستان رمبام، بزرگترین مرکز پزشکی در شمال اسرائیل است.
فعالیت‌های تفریحی در دانشگاه تخنیون شامل یک استخر شنا با ابعاد المپیک، امکانات ورزشی شامل ورزش‌های کشتی، اسکواش و تنیس می‌باشد. ارکستر سمفونیک و کر گروه موسیقی دانشگاه تخنیون از دانشجویان و کارکنان دانشگاه تشکیل شده‌اند. هر نیمسال، ارکستر سری از کنسرت‌های روز و شب را ارائه می‌دهد. فیلم‌ها و نمایش‌های زنده توسط هنرمندان برجسته اسرائیلی به صورت منظم در دانشگاه برگزار می‌شوند.
در آوریل ۲۰۲۲، ایستگاه کابل‌کار راکوالیت در دانشگاه تخنیون افتتاح شد که این دانشگاه را به دانشگاه حیفا (که در بالای کوه کارمل قرار دارد) و به ایستگاه اصلی اتوبوس‌های مرکزی همیفراتز و مرکز ترانزیت عمومی در پایهٔ کوه کارمل متصل می‌کند.

#### تل اویو
بخش آموزش مداوم و مطالعات خارج از دانشگاه تخنیون از سال ۱۹۵۸ در منطقه تل‌آویو فعالیت می‌کند. در جولای ۲۰۱۳، تخنیون به یک محله جدید در سرونا نقل مکان کرد. دانشگاه تخنیون در سرونا شامل سه ساختمان در مساحت ۱۸۰۰ متر مربع است که شامل ۱۶ کلاس آموزشی مدرن می‌باشد. از جمله برنامه‌هایی که در سرونا ارائه می‌شود، برنامهٔ MBA بین‌المللی تخنیون است که دانشجویانی از سراسر جهان و اساتید مهمان از دانشگاه‌هایی مانند London Business School، دانشگاه کلمبیا و INSEAD شامل می‌شود.

#### کورنل تک
در تاریخ ۱۹ دسامبر ۲۰۱۱، یک کنسرسیوم متشکل از دانشگاه کورنل و دانشگاه تخنیون برندهٔ یک رقابت شد تا یک موسسهٔ جدید برجسته در علوم کاربردی و مهندسی در شهر نیویورک برپا کنند. این رقابت توسط شهردار نیویورک، مایکل بلومبرگ، برگزار شد به منظور افزایش کارآفرینی و رشد اشتغال در بخش فناوری شهر. پیشنهاد برنده شامل یک مجتمع فناوری پیشرفته به وسعت ۲۱۰۰۰۰۰ فوت مربع (۲۰۰۰۰۰ متر مربع) بود که بر روی جزیره روزولت در نیویورک ساخته شد. فاز اول این مجتمع تا سال ۲۰۱۷ به پایان رسید و یک دانشکده موقت در ساختمان مرکزی گوگل در آدرس ۱۱۱ Eighth Avenue در نیویورک در سال ۲۰۱۳ باز شد. این دانشگاه جدید با نام موسسه جیکوبز تخنیون-کورنل شناخته می‌شود. مدیریت بنیانگذاری آن را کریگ گاتسمن، استاد مهندسی کامپیوتر در دانشگاه تخنیون و دانشیار هولت پکارد، بر عهده داشت.
در سال ۲۰۱۵، AOL اعلام کرد که ۵ میلیون دلار به یک پروژه تحقیقاتی در زمینه ویدیو در این مؤسسه سرمایه‌گذاری می‌کند. تحت پوشش رسانه‌ها، پوشش‌های مثبت فراوانی منتشر شد، همچنین اندکی اعتراضات کوچک از طرف حوزه‌های فعالیت سیاسی و محیط‌زیستی هم به وجود آمدند.

#### موسسه فناوری تکنیون اسرائیل در گوانگدونگ
در سپتامبر ۲۰۱۳، بنیاد لی کا شینگ و دانشگاه تخنیون اعلام کردند که به همکاری برای ایجاد یک موسسه جدید فناوری در دانشگاه شانتو در استان گوانگدونگ در جنوب شرقی چین پیوسته‌اند. بنیاد لی کا شینگ یک اعطای گرنت به مبلغ ۱۳۰ میلیون دلار آمریکا برای ایجاد این موسسه قطعی کرد. مدارک تحصیلی ارائه شده، شامل کارشناسی، کارشناسی ارشد و دکترا، توسط دانشگاه تخنیون تأیید خواهند شد. کل هزینه‌های ساخت و ساز حدود ۱۴۷ میلیون دلار آمریکا است. زبان تدریس در GTIIT انگلیسی خواهد بود. GTIIT از سه واحد تشکیل شده است: دانشکده مهندسی، دانشکده علوم و دانشکده علوم زندگی. هدف این است که در نهایت حدود ۵۰۰۰ دانشجو داشته باشد. این موسسه در نهایت مدارک مهندسی تخنیون را در تمام سطوح - کارشناسی، کارشناسی ارشد و دکترا - ارائه خواهد داد. در ابتدا، دروس ارائه شده شامل مهندسی شیمی، بیوتکنولوژی و مهندسی غذایی، مهندسی مواد بوده‌اند. تا سال ۲۰۲۰، این موسسه آموزش در رشته‌های مختلف از مکانیک تا مهندسی هوافضا را شروع خواهد کرد.

## دانشکده‌ها
هم‌اکنون مؤسسه فناوری اسرائیل - تکنیون حدود ۱۲۵۰۰ دانشجوی مشغول به تحصیل دارد. دانشکده‌های دانشگاه تخنیون عبارت‌اند از:
- انواع دانشکده‌های علوم مهندسی مکانیک - دانشکده مهندسی مکانیک دانشگاه تخنیون در سال ۱۹۴۸ تأسیس شد. این دانشکده دارای بیش از ۸۳۰ دانشجوی کارشناسی و ۲۱۵ دانشجوی ارشد است. تحقیقات[۱۸] در ۳۶ آزمایشگاه این دانشکده در طول طیف کامل مهندسی مکانیک انجام می‌شود، از زمینه‌های نانومتری تا مهندسی کاربردی پروژه‌های ملی.[۱۹]
- دانشکده علوم انسانی و هنر - دانشکده علوم انسانی و هنر، به خدمت رسانی به تمام جامعه دانشگاه تکنیون می‌پردازد و دوره‌هایی را ارائه می‌دهد که توسط استادان مهمان و استادان مشارکتی آموزش داده می‌شوند، شامل فلسفه علم، علوم اجتماعی و سیاسی، زبان‌شناسی، روان‌شناسی، حقوق و انسان‌شناسی و مجموعه‌ای از دوره‌های نظری و هنرهای اجرایی.  تئاتر تخنیون در سال ۱۹۸۶ توسط استاد اوریل زوهار تأسیس شد. این تئاتر هشت دوره آموزشی را ارائه می‌دهد و هر نیمسال حدود ۱۵۰ دانشجو دارد. تئاتر ۵۲ نمایش را به سبک‌های مختلف اجرا کرده است، شامل اثرهایی از هانوخ لوین، یهوشوع سوبول، مولی‌ار، شکسپیر، پیر دو ماریو، هنریک ایبسن، برنارد شاو، و سلاوومیر مرژک، به عنوان برخی از آثار معروف. این تئاتر نیز نمایش‌هایی را به روی صحنه می‌آورد که توسط کارگردان و بازیگران خود نوشته شده‌اند. تئاتر تکنیون به بسیاری از جشنواره‌های دانشگاهی در اروپا دعوت شده است. کارگردان اسکندر کوپتی در سال ۲۰۱۰ جایزه اوفیر را دریافت کرد و در نمایش "پایان پایان" به کارگردانی زوهار، که در جشنواره اورشلیم در سال ۲۰۰۱ اجرا شد، حضور داشت. شلومو پلسنر در نمایش‌های گروهی "تخت نرم" و "ازدواج مخلوط" در دوره ۱۹۸۶–۱۹۸۷ شرکت کرده است. نمایش "زنجیره‌های شفاف" نوشته شلی بالیتی از دانشکده مهندسی شیمی در سال ۲۰۰۶ در براتیسلاوا، گرانادا، سینماتک حیفا، جشنواره نوه یوسف و دانشکده تئاتر دانشگاه حیفا در سال ۲۰۰۷ اجرا شد. نمایش "دشمن مردم" نوشته ایبسن، با بازیگر اصلی رونی ناوون، استاد در دانشکده مهندسی شهری و محیط زیست، در سال ۲۰۰۹ نامزدی افتخاری در بنونتو در ایتالیا و نزدیک حیفا در اسفیا را دریافت کرد. نمایش "لباس‌های نامرئی" به نویسندگی و کارگردانی اوریل زوهار در جشنواره بین‌المللی تئاتر در دانشگاه ایالتی سنت پترزبورگ در سال ۲۰۱۲ اجرا شد.
- دانشکده علوم ریاضی - دانشکده ریاضیات دارای دو بخش ریاضیات خالص و کاربردی است و محل زندگی ریاضی‌دان معروف پائول اردوش است. این دانشکده در سال ۱۹۵۰ تأسیس شده است و حدود ۴۶ عضو هیأت علمی، ۲۰۰ دانشجوی کارشناسی و ۱۰۰ دانشجوی ارشد دارد. این دانشکده آموزش‌هایی را برای دانشجویان دانشکده‌های دیگر تکنیون فراهم می‌کند و مسابقات ریاضی برای دانش‌آموزان با استعداد دبیرستانی و یک اردو تابستانی در نظریه اعداد برگزار می‌کند.
- دانشکده عالی پزشکی - دانشکده پزشکی روت و بروس راپاپورت، خانه دو برنده جایزه نوبل، آورام هرشکو و آرون چیچانوور است. این دانشکده یکی از چهار دانشکده پزشکی دولتی در اسرائیل است و در سال ۱۹۷۹ به وسیله مرد بشر دوست بروس راپاپورت تأسیس شد. این دانشکده در تحقیقات علوم پایه و آموزش پیش‌کلینیکی پزشکی در رشته‌های آناتومی، بیوشیمی، بیوفیزیک، ایمنولوژی، میکروبیولوژی، فیزیولوژی و فارماکولوژی فعالیت می‌کند.[۲۰] امکانات دیگری که در دانشکده پزشکی وجود دارد شامل آزمایشگاه‌های آموزشی، کتابخانه پزشکی، سالن‌های درسی و اتاق‌های سمینار است. برنامه‌های آموزشی به درجه کارشناسی ارشد (M.S.)، دکترای فلسفه (PhD) و دکترای پزشکی (M.D.) منجر می‌شود. همچنین این دانشکده آموزش پزشکی به منظور دریافت درجه M.D. برای فارغ‌التحصیلان واجد شرایط از برنامه پزشکی آمریکایی تکنیون (TeAMS) ارائه می‌دهد. این مدرسه برنامه‌های تحقیقاتی و آموزشی همکاری با نهادهای مختلف در زمینه پزشکی و مهندسی بیوپزشکی را با دانشگاه‌های هاروارد، دانشگاه نیویورک،[۲۱] دانشگاه جانز هاپکینز، دانشگاه تورنتو، دانشگاه کالیفرنیا، سانتا کروز و دانشکده پزشکی مایو توسعه داده است.
- دانشکده عالی فیزیک - دانشکده فیزیک در زمینه‌های تحقیقات آزمایشگاهی و نظری در علوم آسمان‌شناسی، فیزیک انرژی بالا، فیزیک جامدات و بیوفیزیک فعالیت می‌کند. این دانشکده در سال ۱۹۶۰ تأسیس شده است و شامل موسسه فیزیک اینشتین، مجموعه فیزیک لیدو، ساختمان فیزیک جامدات روزن و ساختمان فیزیک ورکسمن می‌باشد.
- دانشکده عالی مهندسی برق - دانشکده مهندسی برق ادعا می‌کند که منبع اصلی مهندسانی هستند که در توسعه فناوری پیشرفته اسرائیل در زمینه‌های الکترونیک، کامپیوتر و ارتباطات نقش دارند. حدود ۲۰۰۰ دانشجوی کارشناسی در این دانشکده برای کسب درجه لیسانس در رشته‌های مهندسی برق، مهندسی کامپیوتر و مهندسی کامپیوتر و نرم‌افزار تحصیل می‌کنند و ۴۰۰ دانشجوی ارشد و دکترا برای کسب درجه‌های کارشناسی ارشد و دکترا در این دانشکده تحصیل می‌کنند. این دپارتمان ارتباطات گسترده‌ای با صنعت و برنامه‌های ویژه همکاری تخصصی با صنعت و دانشگاهی دارد.
- دانشکده عالی اموزش فناوری و علوم - دانشکده آموزش در فناوری و علوم در سال ۱۹۶۵ تأسیس شد و در سال ۲۰۱۵ به دانشکده تبدیل شد. این دانشکده دانشجویان کارشناسی را در متدهای پیشرفته آموزش علوم و فناوری در مدارس آموزش می‌دهد. این دانشکده دارای یک مرکز تحقیق و توسعه در این زمینه است و بیش از ۱۰۰ دانشجوی دکترا و ۳۵۰ دانشجوی کارشناسی دارد که شامل مهندسان و دانشمندانی است که به عنوان انتخاب حرفه‌ای دوم به مطالعه و تحصیل برای حرفه آموزش‌دهنده در STEM علاقه‌مندند.
- دانشکده عالی مهندسی صنایع و مدیریت - دانشکده ویلیام دیویدسون مهندسی صنایع و مدیریت (IE&M) قدیمی‌ترین دانشکده این‌چنین در اسرائیل است. IE&M به عنوان یک دانشکده تحصیلی تخنیون در سال ۱۹۵۸ آغاز شد. این دانشکده تحت رهبری پینخاس نائور، که به عنوان دکان اولیه آن خدمت می‌کرد، رشد کرد. ویژگی برجسته این دانشکده ادغام مهندسی صنایع با مدیریت است که با ایجاد یک واحد چندرشته‌ای بزرگ، شامل طیف گسترده‌ای از فعالیت‌ها از جمله مهندسی کاربردی، مدل‌سازی ریاضی، اقتصاد، علوم رفتاری، تحقیقات عملیات، علوم داده و آمار پوشش داده می‌شود.
- دانشکده عالی زیست شناسی- دانشکده زیست‌شناسی در سال ۱۹۷۱ تأسیس شد. تحقیقات پیشرفته در ۲۳ گروه تحقیقاتی انجام می‌شود که بر روی جنبه‌های مختلف زیست شناسی سلولی، مولکولی و توسعه‌ای تمرکز دارند. این دانشکده همکاری‌های گسترده‌ای با صنایع داروسازی و بیوتکنولوژی دارد. تعداد دانشجویان کارشناسی این دانشکده حدود ۳۵۰ نفر و دانشجویان ارشد بیش از ۱۰۰ نفر می‌باشد.
- دانشکده علوم کامپیوتر - این دانشکده که در سال ۱۹۶۹ تأسیس شد، یکی از بزرگترین دانشکده‌های دانشگاه تخنیون است با بیش از ۱۸۰۰ دانشجوی کارشناسی و ۳۰۰ دانشجوی ارشد. دانشکده علوم کامپیوتر، که در مرتبه ۱۵ام از بین ۵۰۰ دانشگاه در رشته علوم کامپیوتر برای سال ۲۰۱۱ رتبه‌بندی شد و از سال ۲۰۱۲ به بعد در مرتبه ۱۸ام از بین ۵۰۰ دانشگاه قرار گرفته است. این دانشکده در مرکز علوم و فناوری تاب، با حمایت بزرگوارانه از جانب هنری تاب شخصیت بشر دوست واقع شده است.

## رتبه جهانی
در فناوری و علوم مهندسی، این دانشگاه در سال ۲۰۱۰ در رتبه ۵۷ جهان قرار داشت. دانشگاه تخنیون به دلیل شهرت خود در زمینه استعدادهای ریاضی و علوم، به‌عنوان "MIT اسرائیل" شناخته می‌شود.

## اساتید برجسته و برندگان جایزه نوبل
- هارون سیشانوور، شیمی‌دان و برنده جایزه نوبل شیمی در سال ۲۰۰۴ میلادی
- افرام هرشکو، بیوشیمیست و برنده جایزه نوبل شیمی در سال ۲۰۰۴ میلادی
- آبراهام لمپل
- یاکوو زیو
- آورام هرشکو
- نیتان روزن، فیزیک‌دان برجسته و همکار سابق آلبرت انیشتین
- اشر پرز
- دانیال شختمن، بیوشیمیست و برنده جایزه نوبل شیمی در سال ۲۰۱۱ میلادی

Dov Zohar

## دانش‌آموختگان مشهور
- داوید عزریئلی، معمار مشهور اسرائیلی-کانادایی
- آندره برودر، یکی از مخترعین سیستم CAPTCHA و قائم مقام شرکت خدمات اینترنتی یاهو!
- اندی گوتمنز، یکی از سه مخترع زبان برنامه‌نویسی پی‌اچ‌پی و صاحب شرکت خدمان کامپیوتری زند تکنولوژیز
- زیو سوراسکی، یکی از سه مخترع زبان برنامه‌نویسی پی‌اچ‌پی و صاحب شرکت خدمان کامپیوتری زند تکنولوژیز
- اودی مانبر، یکی از مخترعین موتور جستجو اینترنت و قائم مقام شرکت گوگل و همچنین قائم مقام سابق شرکت آمازون دات کام
- رون آراد، کمک‌خلبان مفقودشده نیروی هوایی ارتش اسرائیل